# Ораовац (Доњи Лапац)
Ораовац је насељено мјесто у општини Доњи Лапац, источна Лика, Република Хрватска.

## Географија
Ораовац је удаљен око 4 км југозападно од Доњег Лапца.

## Историја
Ораовац се од распада Југославије до августа 1995. године налазио у Републици Српској Крајини.

## Становништво
Ораовац се од пописа становништва 1961. до августа 1995. налазио у саставу некадашње општине Доњи Лапац. Према попису становништва из 2011. године, насеље Ораовац је имало 175 становника.
| Националност       | 1991. | 1981. | 1971. | 1961. |
| Срби               | 294   | 288   | 357   | 401   |
| Југословени        | 6     | 30    | 1     |       |
| Муслимани          | 1     |       |       | 5     |
| Хрвати             |       | 3     | 3     | 3     |
| Словенци           |       | 1     | 2     | 1     |
| остали и непознато | 2     | 3     |       |       |
| Укупно             | 303   | 325   | 363   | 410   |

| Демографија | Демографија | Демографија |
| Година      | Становника  | Становника  |
| ----------- | ----------- | ----------- |
| 1961.       | 410         |             |
| 1971.       | 363         |             |
| 1981.       | 325         |             |
| 1991.       | 303         |             |
| 2001.       | 206         |             |
| 2011.       |             | 175         |

## Попис 1991.
На попису становништва 1991. године, насељено место Ораовац је имало 303 становника, следећег националног састава:
| Попис 1991.‍  | Попис 1991.‍  | Попис 1991.‍ | Попис 1991.‍ | Попис 1991.‍ |
| ------------ | ------------ | ----------- | ----------- | ----------- |
|              |              |             |             |             |
| Срби         | Срби         |             | 294         | 97,02%      |
| Југословени  | Југословени  |             | 6           | 1,98%       |
| Муслимани    | Муслимани    |             | 1           | 0,33%       |
| Словенци     | Словенци     |             | 1           | 0,33%       |
| неопредељени | неопредељени |             | 1           | 0,33%       |
| укупно: 303  |              |             |             |             |